# Bitwa nad rzeką Himerą
Bitwa nad rzeką Himerą – starcie zbrojne, które miało miejsce w roku 406 p.n.e. w trakcie wojny Syrakuz z Kartaginą.
W trakcie oblężenia Akragas przez Kartagińczyków, Grecy sycylijscy zebrali armię liczącą 30 000 piechoty, 5 000 jazdy i 30 trójrzędowców z Syrakuz, Messeny, Kamaryny i Geli, którą skierowali do wsparcia obrońców Akragas. Dowódcą wojsk wybrano Syrakuzańczyka Dafnajosa, który skierował się ku miastu. Do spotkania z Kartagińczykami a w rezultacie bitwy doszło po drodze nad rzeką Himerą (obecnie Salso). Kartagińczycy pod wodzą Himilkona dysponowali tu siłami ponad 40 000 żołnierzy. W wynikłej walce Himilkon stracił 7 000 ludzi, a reszta Kartagińczyków w popłochu wycofała się do ufortyfikowanego obozu pod Akragas. Syrakuzańczycy nie wykorzystali jednak tego zwycięstwa i nie zdecydowali się na decydujący atak, który mógł zniszczyć armię kartagińską.